# Christ Mbondi
Christ Mbondi (Camerún; 2 de febrero de 1992) es un futbolista camerunés. Juega como delantero en el Asswehly S. C. de la Liga Premier de Libia.

## Selección nacional
Mbondi fue convocaco para su selección juvenil para el Mundial Sub-20 de 2011.

### Participaciones en Copas del Mundo
| Mundial                     | Sede     | Resultado        | Partidos | Goles |
| --------------------------- | -------- | ---------------- | -------- | ----- |
| Copa Mundial Sub-20 de 2011 | Colombia | Octavos de final | 4        | 1     |

## Estadísticas

### Clubes
| Club                            | Div.          | Temporada     | Liga  | Liga  | Copas nacionales | Copas nacionales | Copas internacionales | Copas internacionales | Total | Total |
| Club                            | Div.          | Temporada     | Part. | Goles | Part.            | Goles            | Part.                 | Goles                 | Part. | Goles |
| ------------------------------- | ------------- | ------------- | ----- | ----- | ---------------- | ---------------- | --------------------- | --------------------- | ----- | ----- |
| F. C. Sion · Suiza              | 1.ª           | 2010-11       | 1     | 0     | 0                | 0                | 0                     | 0                     | 1     | 0     |
| F. C. Sion · Suiza              | 1.ª           | 2011-12       | 2     | 0     | 0                | 0                | 0                     | 0                     | 2     | 0     |
| F. C. Sion · Suiza              | Total club    | Total club    | 3     | 0     | 0                | 0                | 0                     | 0                     | 3     | 0     |
| J. S. Saoura Argelia            | 1.ª           | 2015-16       | 2     | 1     | 0                | 0                | 0                     | 0                     | 2     | 1     |
| J. S. Saoura Argelia            | Total club    | Total club    | 2     | 1     | 0                | 0                | 0                     | 0                     | 2     | 1     |
| Deportivo Capiata Paraguay      | 1.ª           | 2016          | ?     | ?     | -                | -                | -                     | -                     | ?     | ?     |
| Deportivo Capiata Paraguay      | Total club    | Total club    | -     | -     | -                | -                | -                     | -                     | -     | -     |
| Olimpia de Itá Paraguay         | 2.ª           | 2017          | 0     | 0     | -                | -                | -                     | -                     | ?     | ?     |
| Olimpia de Itá Paraguay         | Total club    | Total club    | -     | -     | -                | -                | -                     | -                     | -     | -     |
| Rayon Sport F. C. Ruanda        | 1.ª           | 2017-18       | 0     | 0     | 0                | 0                | 9                     | 2                     | 9     | 2     |
| Rayon Sport F. C. Ruanda        | Total club    | Total club    | 0     | 0     | 0                | 0                | 9                     | 2                     | 9     | 2     |
| F. C. San Pedro Costa de Marfil | 1.ª           | 2019-20       | 0     | 0     | 0                | 0                | 5                     | 1                     | 5     | 1     |
| F. C. San Pedro Costa de Marfil | Total club    | Total club    | 0     | 0     | 0                | 0                | 5                     | 1                     | 5     | 1     |
| Total carrera                   | Total carrera | Total carrera | 5     | 1     | 0                | 0                | 14                    | 3                     | 19    | 4     |